# Îles Burnt
Pour les articles homonymes, voir Burnt Islands.
Les îles Burnt, en anglais Burnt Islands, forment un petit archipel composé de trois petites îles situées au Royaume-Uni, dans le Kyles of Bute, un loch de l'Ouest de l'Écosse.

## Géographie
Les trois îles sont situées dans le Nord du Kyles of Bute, un loch du Firth of Clyde, non loin du Loch Riddon. L'île la plus grande, Eilean Mòr, est aussi la plus méridionale et la seule à être couverte d'un bois. Eilean Buide, l'île la plus au nord, est la plus petite mais possède un dun. Eilean Fraoich est quant à elle un récif composé de quatre petites îles qui se réunissent à marée basse. Un sémaphore est situé entre les îles disposées en triangle.